# Villanueva de San Carlos
Villanueva de San Carlos ist eine spanische Gemeinde (Municipio) mit 272 Einwohnern (Stand: 2024) in der Provinz Ciudad Real in der autonomen Gemeinschaft Kastilien-La Mancha. Neben dem Hauptort Villanueva de San Carlos gehören die Ortschaften Belvís und La Alameda zur Gemeinde.

## Geografie
Villanueva de San Carlos liegt etwa 48 Kilometer südlich von Ciudad Real in einer Höhe von ca. 655 m. 
Kalte Winter und heiße Sommer mit wenig Niederschlag sind charakteristisch für das mediterran-kontinentale Klima.

## Bevölkerungsentwicklung
| Jahr      | 1970 | 1981 | 1991 | 2001 | 2011 | 2021 |
| Einwohner | 818  | 641  | 571  | 435  | 358  | 279  |

## Kulturelles Erbe

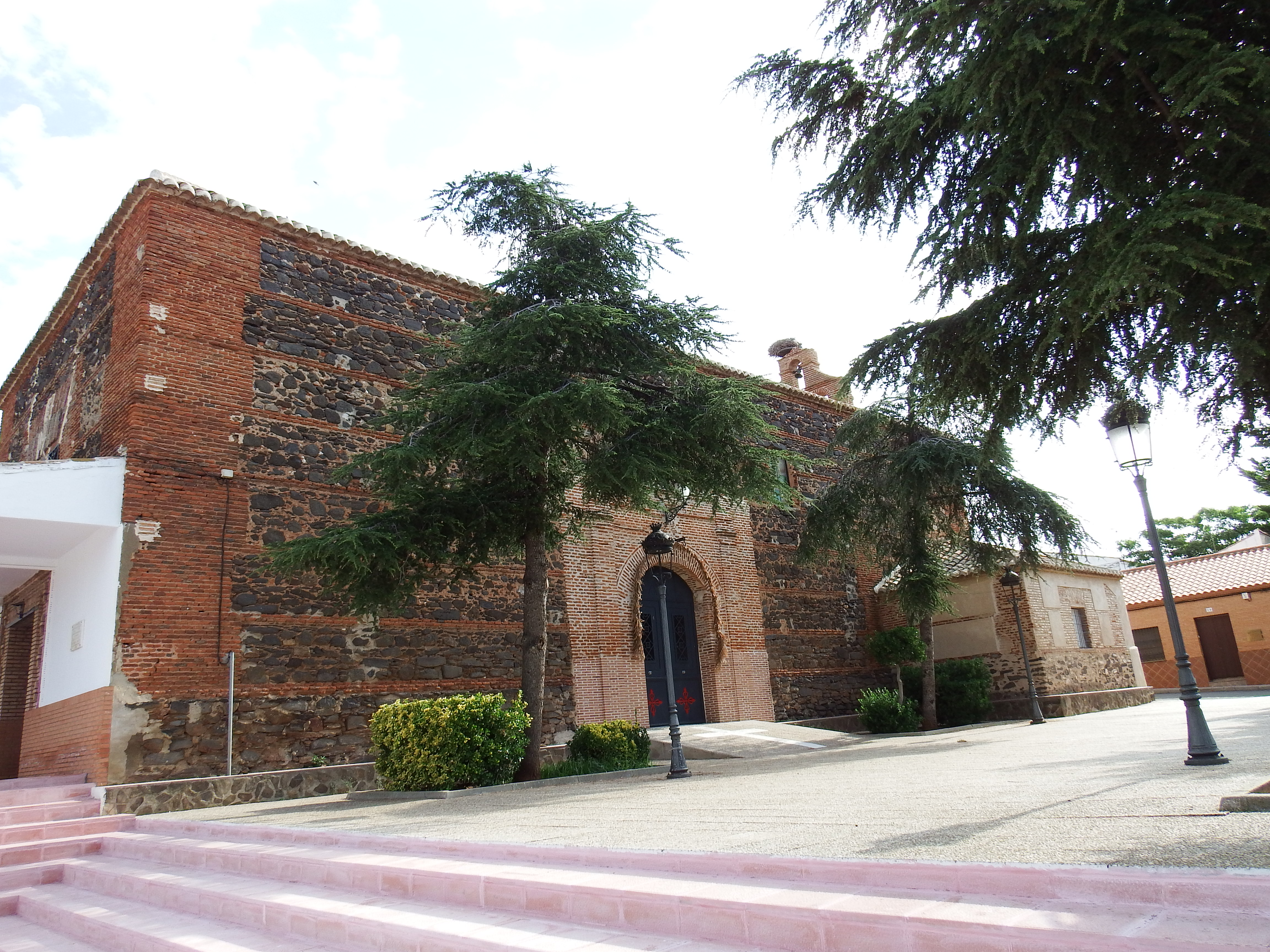
Marienkirche
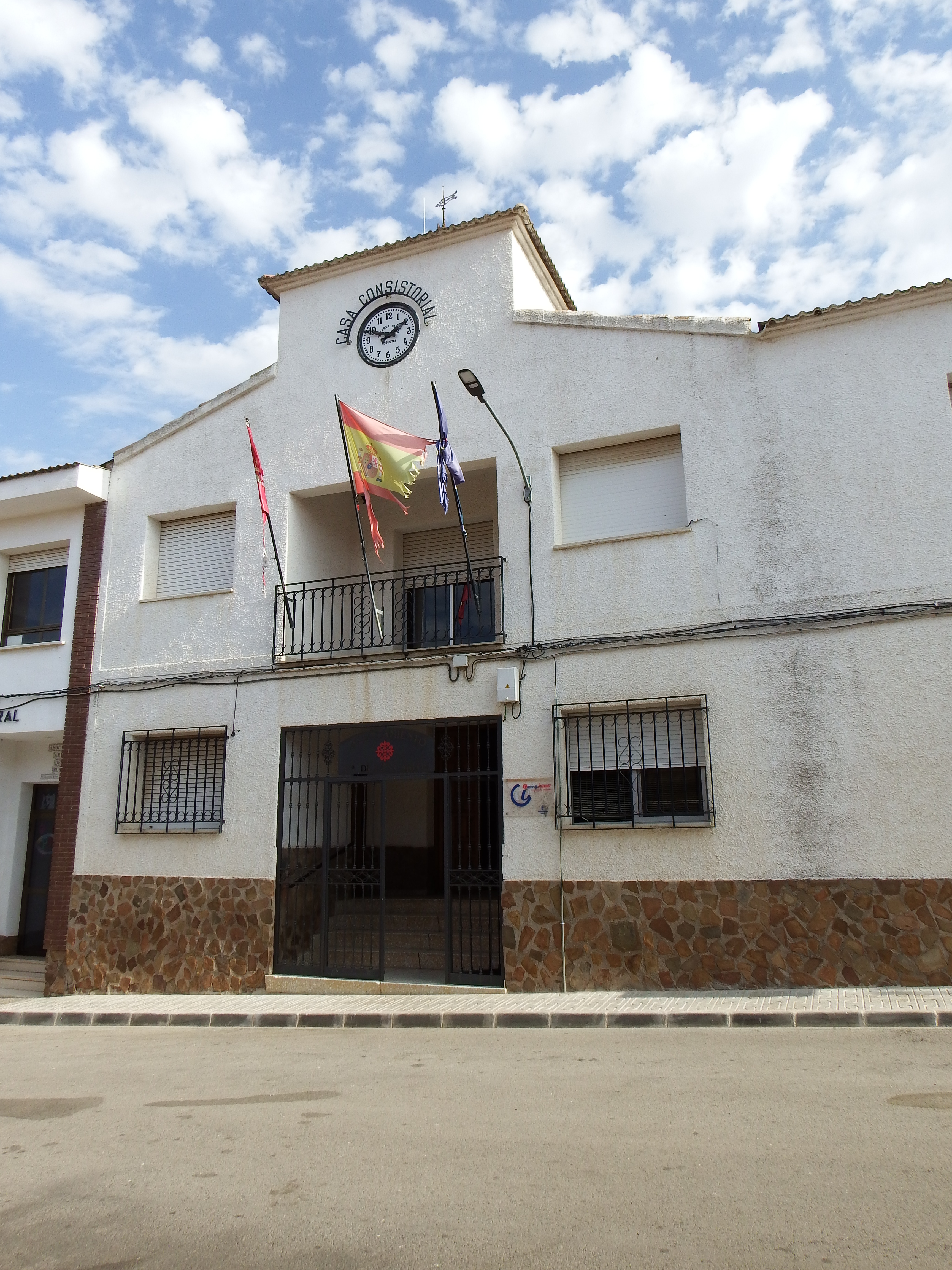
Rathaus

- Marienkirche
- Rathaus